# Sebastián Silva
Sebastián Silva (Santiago, 9 de abril de 1979) é um diretor de cinema, roteirista, pintor e cantor chileno. Ele é mais conhecido por dirigir o filme de comédia dramática La nana (2009), o qual ganhou o prêmio de melhor filme internacional no Festival de Sundance e foi indicado ao Globo de Ouro.